# Sierra Grande
Sierra Grande är en ort i Argentina.   Den ligger i provinsen Río Negro, i den södra delen av landet, 1 000 km sydväst om huvudstaden Buenos Aires. Sierra Grande ligger 245 meter över havet och antalet invånare är 6 978.
Terrängen runt Sierra Grande är platt. Trakten runt Sierra Grande är nära nog obefolkad, med mindre än två invånare per kvadratkilometer.. 
Omgivningarna runt Sierra Grande är i huvudsak ett öppet busklandskap.